# زولبیا

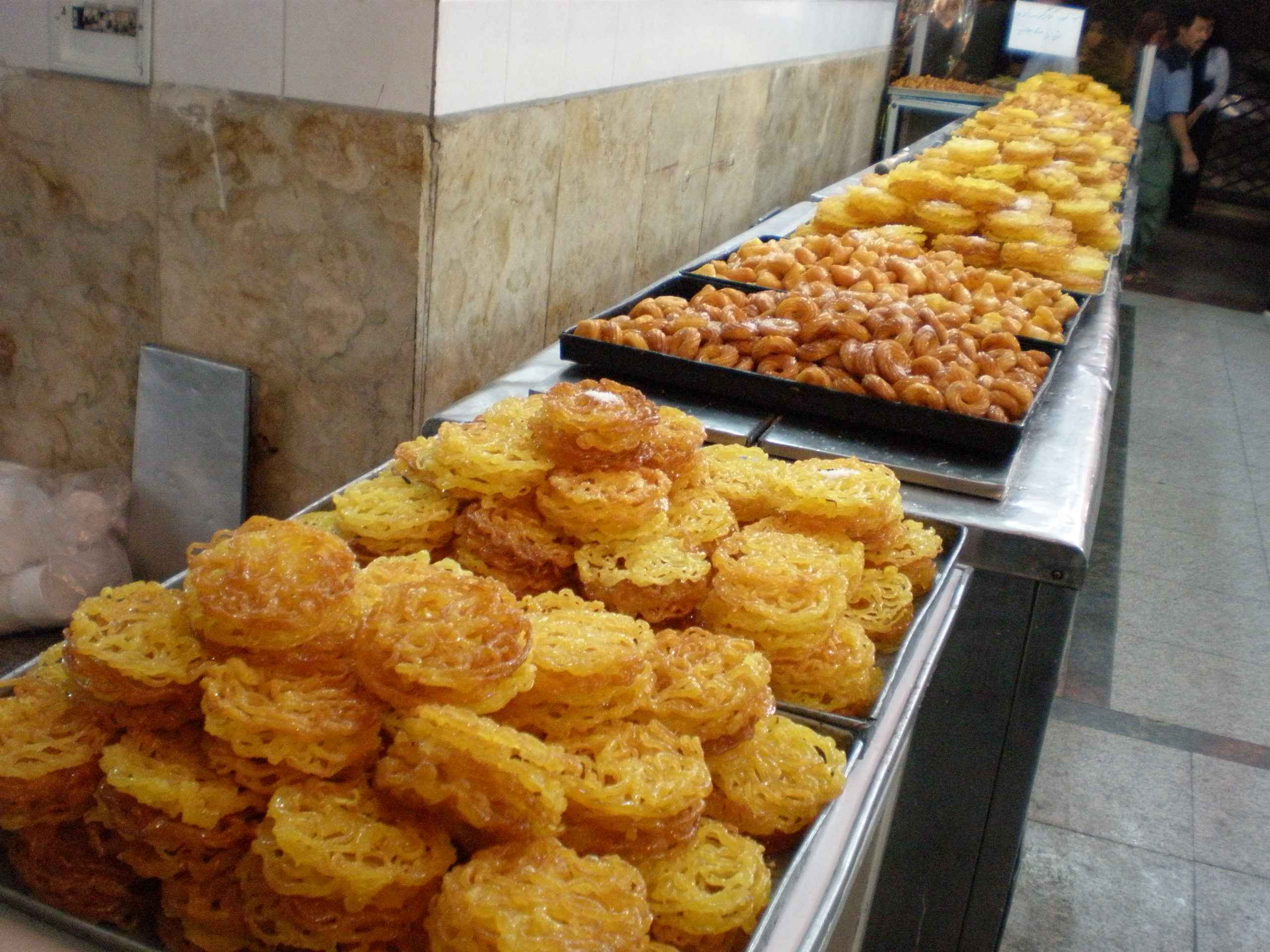
زولبیا و بامیه

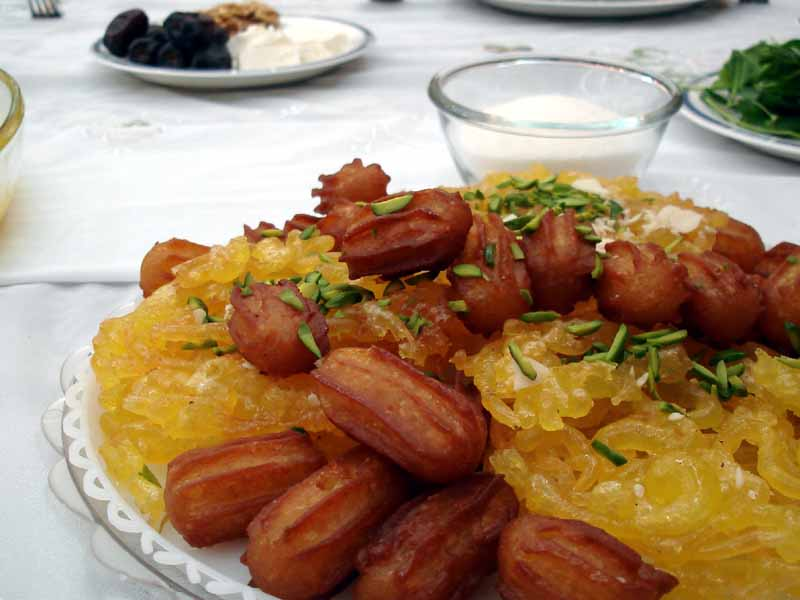
زولبیا و بامیه

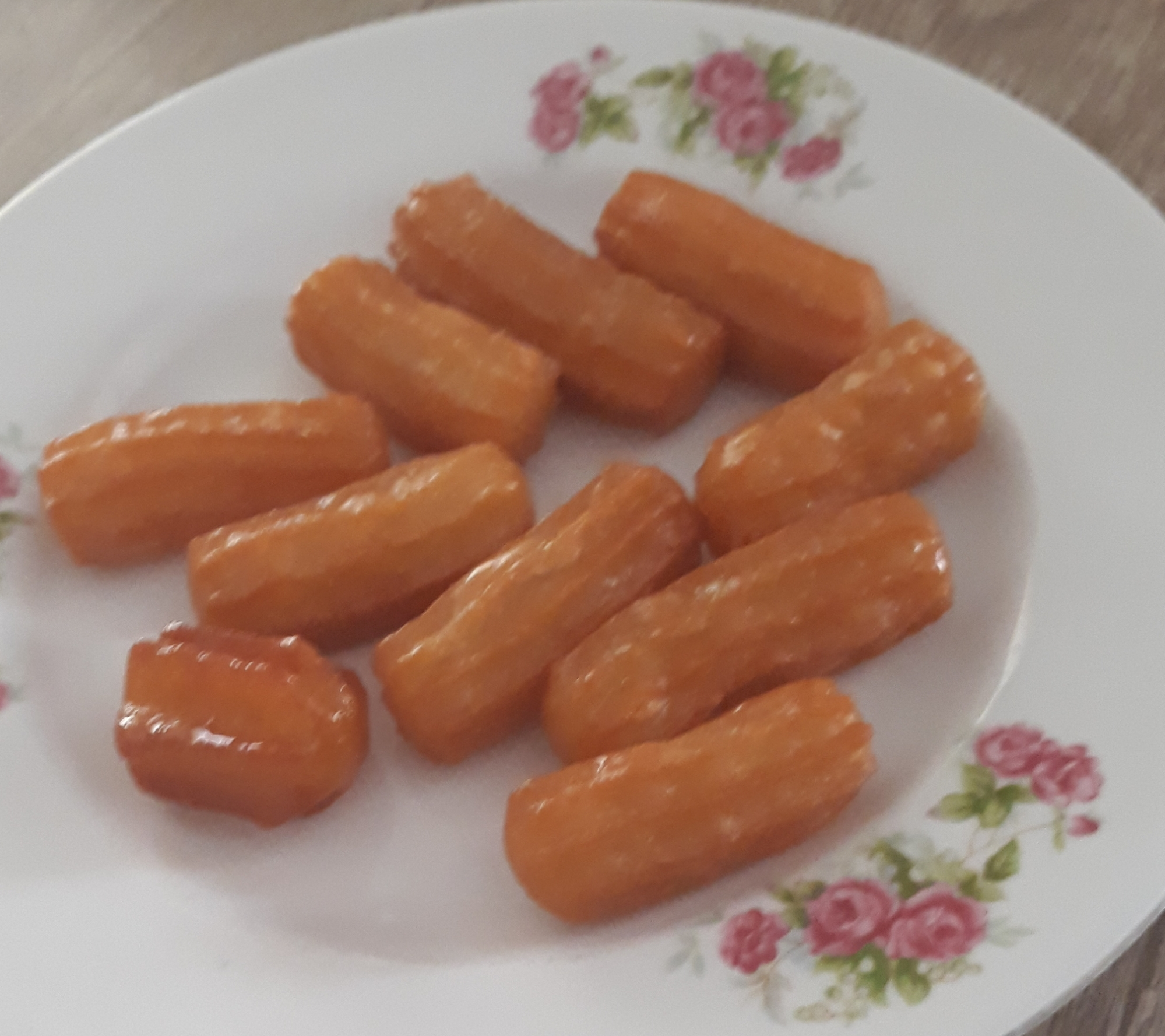
بامیه

زولبیا یا جلیبی نوعی شیرینی است که منشأ آن کشور هند یا اتیوپی، یا خراسان یا ترکیه دانسته شده‌است. معمولاً همراه با بامیه و گوش‌فیل به فروش می‌رسد. از مواد اولیه اینگونه شیرینی می‌توان به ماست و نشاسته و خمیرمایه اشاره کرد که پس از ترش شدن و به اصطلاح ورآمدن آن را به آرد اضافه می‌کنند. غالباً زولبیا و بامیه در ماه رمضان در هنگام افطار یا سحری مصرف می‌شود. تولید و مصرف این شیرینی در گستره وسیعی از جهان شامل شرق آسیا، خاورمیانه و شمال آفریقا رواج دارد.

## تاریخچه
اولین دستور پخت شناخته شده این غذا مربوط به قرن دهم در کتاب آشپزی عربی کتاب الطبیخ اثر ابن سیار الوراق است. تاریخ ناصری به زولبیا اشاره شده که به عنوان هدیه نزد ناصرالدین شاه نیز آورده شده‌است. نمی‌توان زمان مشخصی برای پیدایش زولبیا بامیه اعلام کرد و تنها منبع آن، تجارب و گفته‌های استادان قدیمی این حرفه است. حتی برخی از استادان قدیمی، زولبیا و بامیه را مربوط به زمان شاه عباس می‌دانند. با توجه به اینکه در برخی از شهرها مواد شیرینی همچون کشمش و خرما موجود نبود و برای بردن این مواد به شهرهای دیگر نیز مشکلات نظیر خراب شده این مواد غذایی وجود داشت تولید زولبیا و بامیه در شهرهایی که از مواد شیرینی وجود نداشت گسترش پیدا کرد.